# Kneiphof

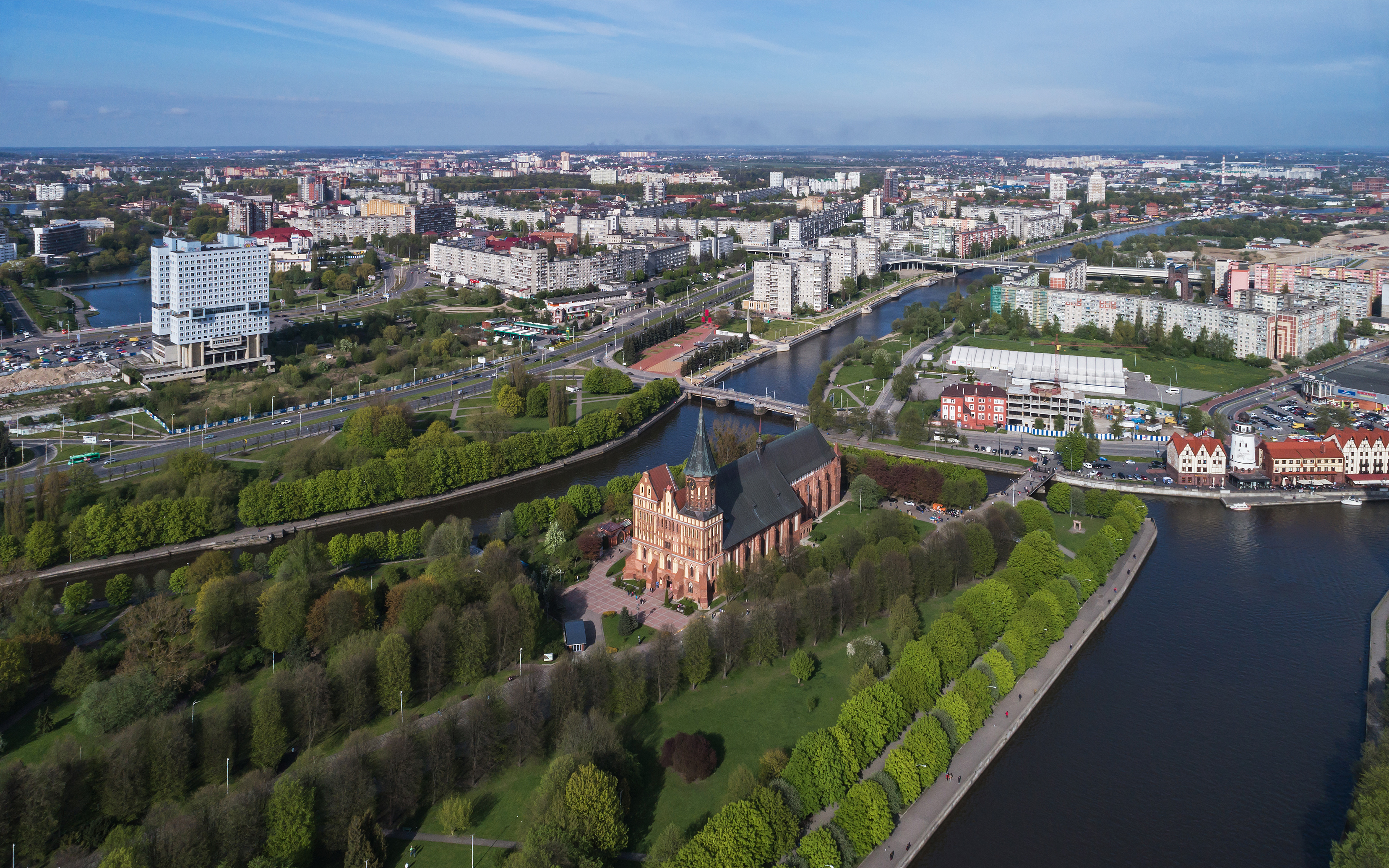

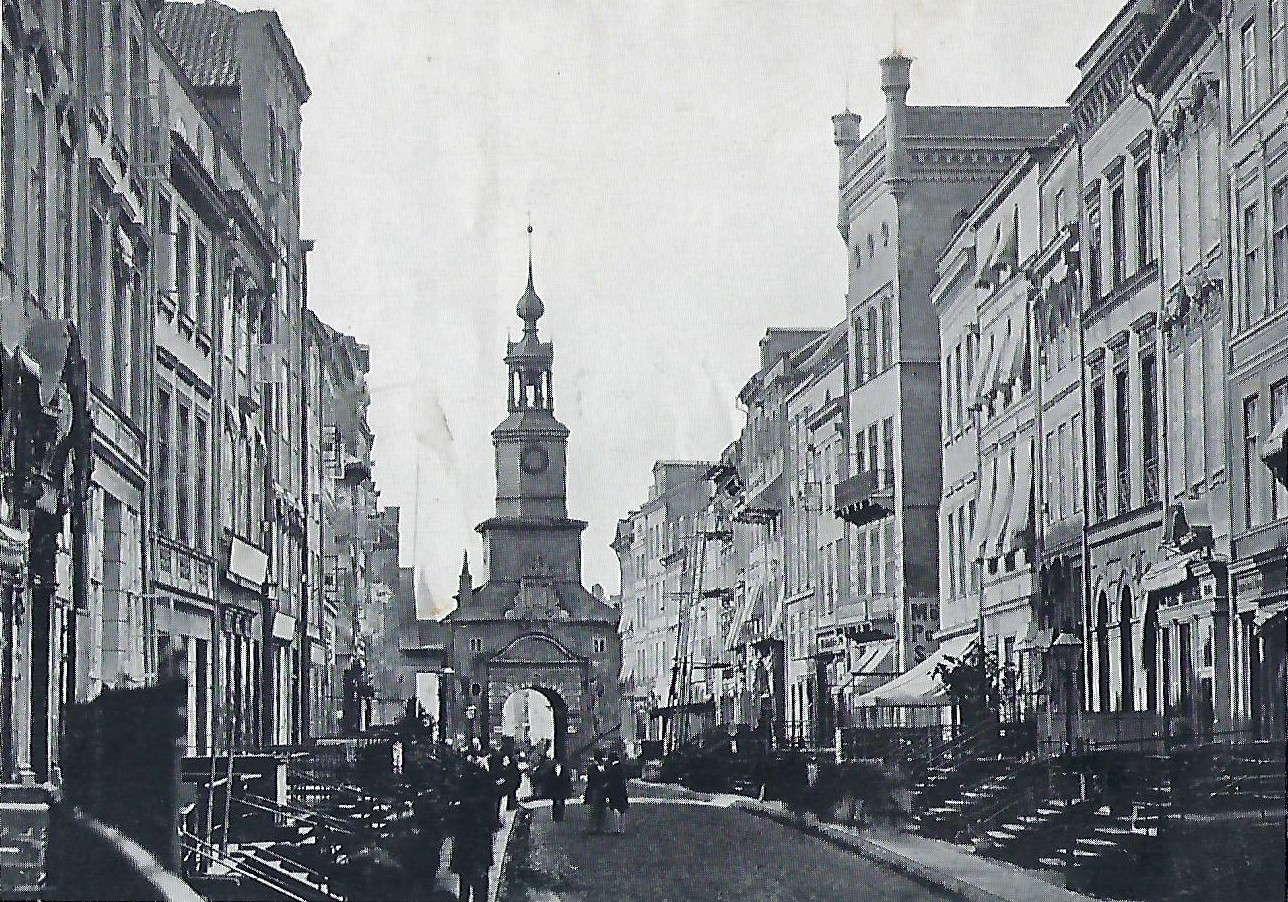
Una de las calles de la isla Kant

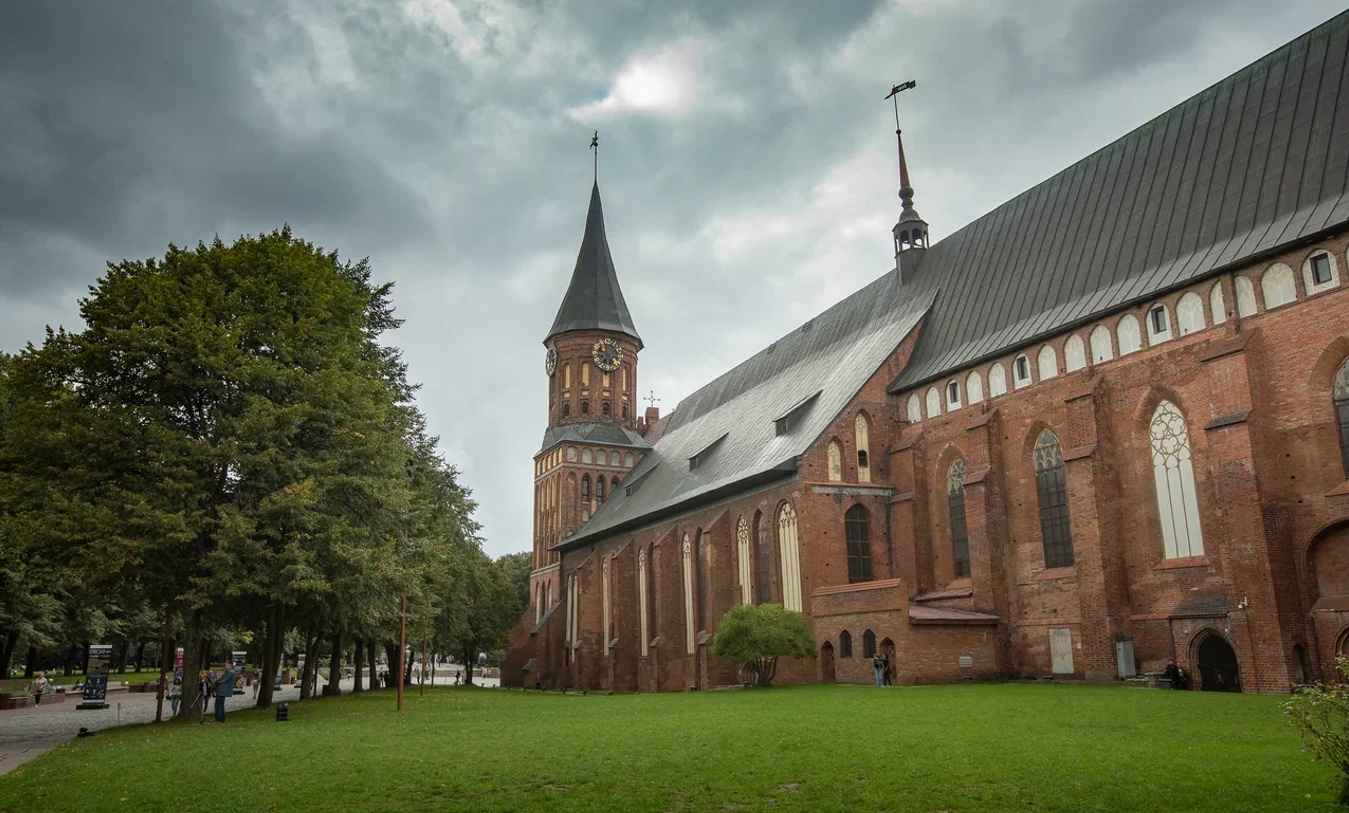
Catedral. Kaliningrado

Kneiphof (en polaco: Knipawa; en ruso: Кнайпхоф) fue una de las tres villas del Estado Monástico de la Orden Teutónica, que más tarde se convirtió en la ciudad de Königsberg, la cual actualmente se conoce como Kaliningrado. Kneiphof se llamó originalmente Knypabe (Kneip-ape), que significa «área enrojecida por el agua» («rodeado por un arroyo o río») en prusiano antiguo.
Así como los demás miembros de la Confederación Prusiana, Kneiphof se rebeló contra la Orden Teutónica en 1454, al comienzo de la guerra de los Trece Años, y se alió con el rey Casimiro IV Jagellón de Polonia, que no proveyó asistencia de ningún tipo. Kneiphof se rindió el 14 de junio de 1455, siendo la última villa de la Confederación Prusiana en resistir el largo asedio de la Orden Teurónica, comandada por Heinrich Reuß von Plauen.
Kneiphof se hizo parte del Ducado de Prusia luego de que las ramas prusianas de la Orden Teutónica se secularizasen en 1525. La villa se unió con Königsberg en 1724. 
En 1736 se le encargó al matemático Leonhard Euler el llamado problema de los puentes de Königsberg, en el cual se le pidió a Euler que encuentre una manera de cruzar 7 puentes que conectan tierra firme con la isla de Kneiphof sin pasar dos veces por el mismo puente. La resolución de Euler acabaría iniciando la teoría de grafos.
La Unión Soviética conquistó el territorio y la ciudad se rebautizó como Kaliningrado en 1946.